# Jan Poortvliet
Jan Poortvliet (Arnemuiden, 1955. szeptember 21. –) 19-szeres holland válogatott, világbajnoki ezüstérmes labdarúgó, hátvéd, edző.

## Pályafutása

### A válogatottban
1978 és 1982 között 19 alkalommal szerepelt a holland válogatottban és egy gólt szerzett. Tagja volt az 1978-as argentínai világbajnokságon ezüstérmet szerzett csapatnak.

## Sikerei, díjai

### Játékosként
- Világbajnokság
  - ezüstérmes: 1978 - Argentína
- Holland bajnokság
  - bajnok: 1977–78
- Holland kupa
  - győztes: 1978
- UEFA-kupa
  - győztes: 1977–78

## Statisztika

### Mérkőzései a holland válogatottban
| Hollandia | Hollandia            | Hollandia                                  | Hollandia     | Hollandia | Hollandia     | Hollandia     | Hollandia | Hollandia |
| #         | Dátum                | Helyszín                                   | Hazai         | Eredmény  | Vendég        | Kiírás        | Gólok     | Esemény   |
| --------- | -------------------- | ------------------------------------------ | ------------- | --------- | ------------- | ------------- | --------- | --------- |
| 1.        | 1978. május 20.      | Bécs, Práter Stadion                       | Ausztria      | 0 – 1     | Hollandia     | barátságos    | -         |           |
| 2.        | 1978. június 7.      | Mendoza, Estadio Malvinas Argentinas (ARG) | Peru          | 0 – 0     | Hollandia     | vb-csoportkör | -         |           |
| 3.        | 1978. június 11.     | Mendoza, Estadio Malvinas Argentinas (ARG) | Hollandia     | 2 – 3     | Skócia        | vb-csoportkör | -         |           |
| 4.        | 1978. június 14.     | Córdoba, Estadio Chateau Carreras (ARG)    | Ausztria      | 1 – 5     | Hollandia     | vb-középdöntő | -         |           |
| 5.        | 1978. június 18.     | Córdoba, Estadio Chateau Carreras (ARG)    | NSZK          | 2 – 2     | Hollandia     | vb-középdöntő | -         |           |
| 6.        | 1978. június 21.     | Buenos Aires, Estadio Monumental (ARG)     | Olaszország   | 1 – 2     | Hollandia     | vb-középdöntő | -         |           |
| 7.        | 1978. június 25.     | Buenos Aires, Estadio Monumental           | Argentína     | 3 – 1     | Hollandia     | vb-döntő      | -         | 96'       |
| 8.        | 1978. szeptember 20. | Nijmegen, Goffertstadion                   | Hollandia     | 3 – 0     | Izland        | Eb-selejtező  | -         |           |
| 9.        | 1978. október 11.    | Bern, Wankdorfstadion                      | Svájc         | 1 – 3     | Hollandia     | Eb-selejtező  | -         |           |
| 10.       | 1978. december 20.   | Düsseldorf, Rheinstadion                   | NSZK          | 3 – 1     | Hollandia     | barátságos    | -         |           |
| 11.       | 1979. február 24.    | Milánó, Giuseppe Meazza Stadion            | Olaszország   | 3 – 0     | Hollandia     | barátságos    | -         |           |
| 12.       | 1979. március 28.    | Eindhoven, Philips Sportpark               | Hollandia     | 3 – 0     | Svájc         | Eb-selejtező  | -         |           |
| 13.       | 1979. május 22.      | Bern, Wankdorfstadion (SUI)                | Argentína     | 0 – 0     | Hollandia     | barátságos    | -         |           |
| 14.       | 1979. szeptember 5.  | Reykjavík, Laugardalsvöllur                | Izland        | 0 – 4     | Hollandia     | Eb-selejtező  | -         |           |
| 15.       | 1979. szeptember 26. | Rotterdam, Feijenoord Stadion              | Hollandia     | 1 – 0     | Belgium       | barátságos    | 1         | 75'       |
| 16.       | 1980. június 17.     | Milánó, Giuseppe Meazza Stadion (ITA)      | Csehszlovákia | 1 – 1     | Hollandia     | Eb-csoportkör | -         |           |
| 17.       | 1981. március 25.    | Rotterdam, Feijenoord Stadion              | Hollandia     | 1 – 0     | Franciaország | vb-selejtező  | -         |           |
| 18.       | 1981. november 18.   | Párizs, Parc des Princes                   | Franciaország | 2 – 0     | Hollandia     | vb-selejtező  | -         |           |
| 19.       | 1982. április 14.    | Eindhoven, Philips Sportpark               | Hollandia     | 1 – 0     | Görögország   | barátságos    | -         |           |
|           | Összesen             |                                            |               | 19        | mérkőzés      |               | 1         | gól       |